# 13525 Paulledoux
13525 Paulledoux è un asteroide della fascia principale. Scoperto nel 1991, presenta un'orbita caratterizzata da un semiasse maggiore pari a 3,0418185 UA e da un'eccentricità di 0,1549982, inclinata di 2,77018° rispetto all'eclittica.